# Campeonato Roraimense 2016
In 2016 werd het 57ste Campeonato Roraimense gespeeld voor voetbalclubs uit Braziliaanse staat Roraima. De competitie werd georganiseerd door de FRF en werd gespeeld van 2 april tot 28 mei. São Raimundo werd kampioen. 
- Náutico keerde terug naar Boa Vista.

## Eerste toernooi

### Eerste fase
| Plaats | Club         | Wed. | W | G | V | Saldo | Ptn. |
| ------ | ------------ | ---- | - | - | - | ----- | ---- |
| 1.     | Náutico      | 3    | 2 | 1 | 0 | 4:1   | 7    |
| 2.     | Baré         | 3    | 2 | 0 | 1 | 6:3   | 6    |
| 3.     | São Raimundo | 3    | 1 | 0 | 2 | 4:4   | 3    |
| 4.     | Roraima      | 3    | 0 | 1 | 2 | 2:8   | 1    |

|  | Geplaatst voor finale Taça Boavista |

### Finale
|                 |         |                   |      |                     |
| 23 april Finale | Náutico | 0 – 1             | Baré | Ribeirão, Boa Vista |
| 23 april Finale |         | 71' Thiago Paraná |      | Ribeirão, Boa Vista |

| Náutico | Baré |

## Tweede toernooi

### Eerste fase
| Plaats | Club         | Wed. | W | G | V | Saldo | Ptn. |
| ------ | ------------ | ---- | - | - | - | ----- | ---- |
| 1.     | São Raimundo | 3    | 2 | 1 | 0 | 6:3   | 7    |
| 2.     | Náutico      | 3    | 2 | 0 | 1 | 4:2   | 6    |
| 3.     | Baré         | 3    | 1 | 1 | 1 | 6:4   | 4    |
| 4.     | Roraima      | 3    | 0 | 0 | 3 | 1:8   | 0    |

|  | Geplaatst voor finale Taça Roraima |

### Finale
|               |               |       |                     |                     |
| 21 mei Finale | São Raimundo  | 1 – 1 | Náutico             | Ribeirão, Boa Vista |
| 21 mei Finale | Alex 83'      |       | 67' (own) Wellinton | Ribeirão, Boa Vista |
| 21 mei Finale | Strafschoppen |       |                     | Ribeirão, Boa Vista |
| 21 mei Finale | 5 - 4         |       |                     | Ribeirão, Boa Vista |

| São Raimundo | Náutico |

## Finale
|               |                       |       |                      |                     |
| 28 mei Finale | Baré                  | 2 – 2 | São Raimundo         | Ribeirão, Boa Vista |
| 28 mei Finale | Cacau 36' Tubarão 80' |       | 53' David 66' Gilson | Ribeirão, Boa Vista |
| 28 mei Finale | Strafschoppen         |       |                      | Ribeirão, Boa Vista |
| 28 mei Finale | 2 - 3                 |       |                      | Ribeirão, Boa Vista |

| Baré | São Raimundo |

### Kampioen
| Campeonato Roraimense de 2016    |
| Roraima                          |
| -------------------------------- |
| SÃO RAIMUNDO Kampioen (7° titel) |